# Muzeul Frida Kahlo

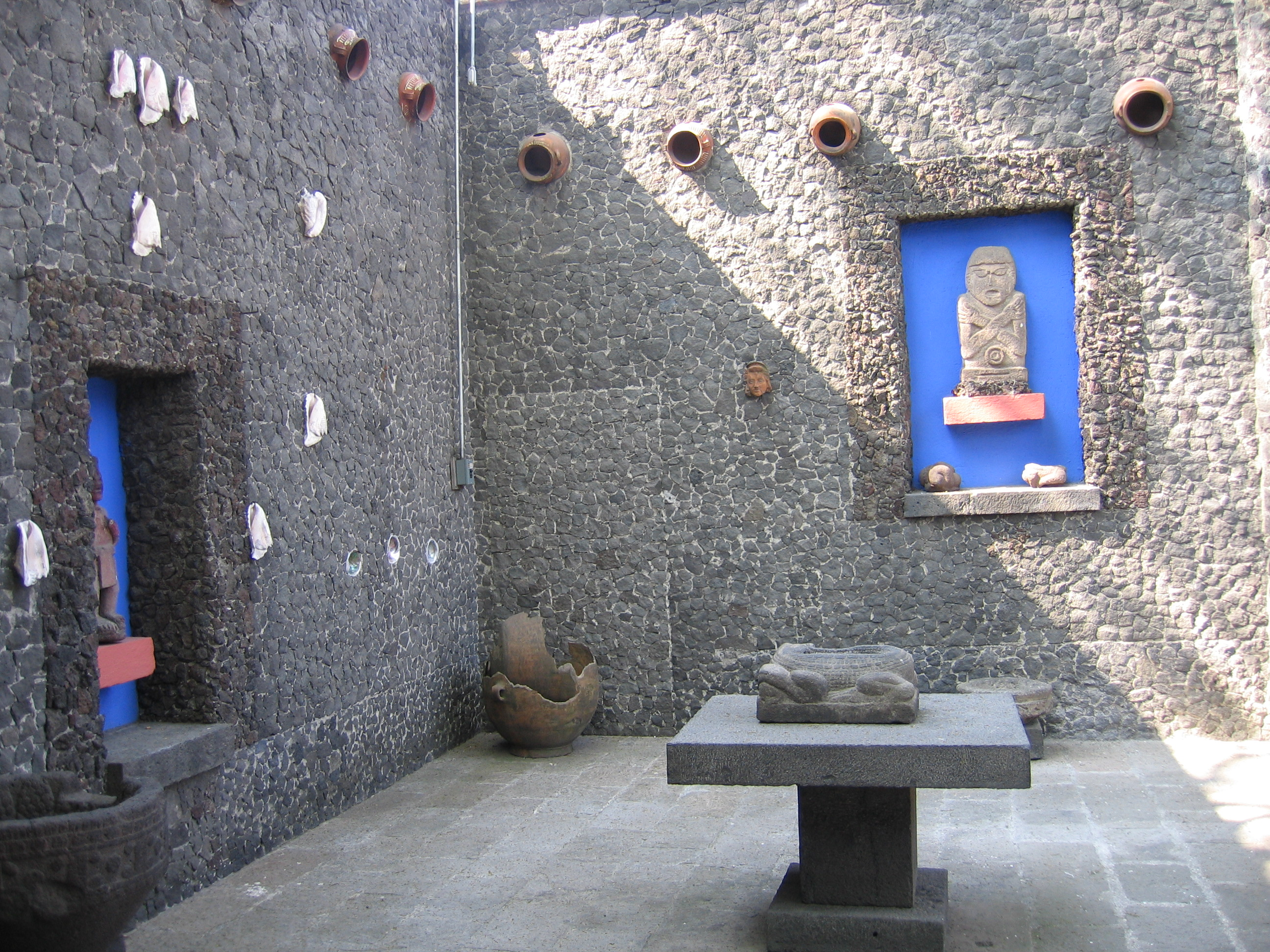
Secțiune nouă sau aripă adăugată de Diego Rivera în piatră vulcanică și scoici incrustate

Casa a fost construită în 1904 în Colonia Del Carmen din Coyoacán, care a fost înființată pe terenurile care au aparținut fostei Hacienda del Carmen, o proprietate a carmeliților în perioada colonială. În acea perioadă și în prima jumătate a secolului al XX-lea, Coyoacán făcea oficial parte din districtul federal din Mexico City, dar era încă relativ rural și separat de expansiunea urbană a orașului Mexico. De la sfârșitul secolului al XIX-lea, o serie de bogați ai orașului Mexico au construit case de țară în zonă, imitând deseori desenele coloniale din trecut. Colonia del Carmen a devenit populară printre artiști și intelectuali începând cu anii 1920, datorită promovării acesteia de către Francisco Sosa și înființării Escuela de Pintura al Aire Libre (școala de pictură în aer liber) la fosta Hacienda San Pedro Martír în 1923. Inițial, exteriorul casei a fost decorat într - un motiv de inspirație franceză, care a fost popular în Mexic,  în secolul al XIX- lea și la începutul secolului XX-lea.

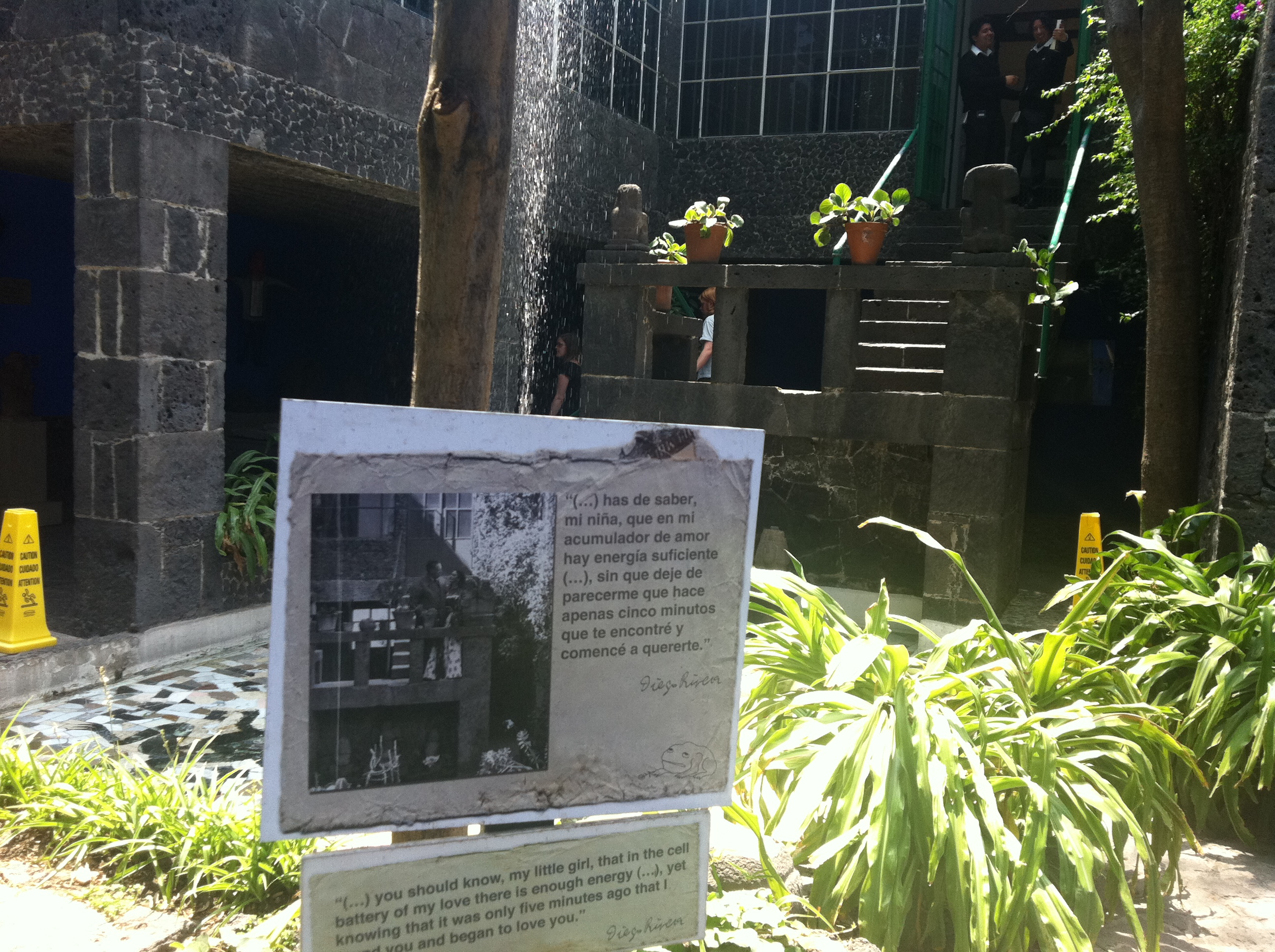
„(...) trebuie să știi, fata mea, că în acumulatorul meu de iubire există suficientă energie (...), fără a înceta să mi se pară că acum doar cinci minute te-am găsit și am început să te iubesc. "

Frida Kahlo s-a născut în această casă în 1907 și a rămas casa familiei sale pe tot parcursul vieții. Ea și-a petrecut ultimii treisprezece ani din asta și aici. Frida era fiica lui Wilhelm (Guillermo) Kahlo, care a imigrat din Europa în Mexic și a mexicanului nativ Matilde Calderón y González. Frida și-a petrecut copilăria în această casă. Ea a declarat că în timpul Revoluției Mexicane, mama ei va deschide ferestrele acestei case pentru a dona provizii armatei Zapata când a fost în zonă în 1913. De asemenea, a petrecut mult timp în casă convalescându-se, mai întâi în 1918, când a fost lovită cu poliomielită, care avea să lase un picior mai scurt decât celălalt. Când avea 18 ani, un accident de cărucior a lăsat-o grav maltratată. A petrecut aproximativ doi ani îngropată în patul ei în piese și dispozitive ortopedice. Atunci a început să picteze ca o modalitate de a trece timpul. Una dintre lucrările din acest moment o are pe Frida despre ceea ce pare a fi o targă, corpul ei bandat și situat în partea laterală a acestei case. Frida l-a întâlnit pe Diego Rivera în timp ce picta picturi murale la clădirea Secretaria de Educație Publicași l-a invitat la Casa Azul să-i vadă lucrările. În curând, Rivera a început să fie un vizitator obișnuit al casei. Au urmat alți artiști notabili, făcând din casă unul dintre locurile de întâlnire ale zonei. După ce s-a căsătorit cu Rivera, Frida s-a mutat din casa copilăriei într-un apartament de pe Paseo de la Reforma, dar Rivera a achitat ipoteca familiei pe Casa Azul. În cea mai mare parte a anilor 1930, Frida a locuit în alte locuri din Mexico City sau în străinătate, dar și-a vizitat familia în casă frecvent și apare într-un tablou realizat în 1936 numit Mis abuelos, mis padres y yo numit și Arbol genealógico.

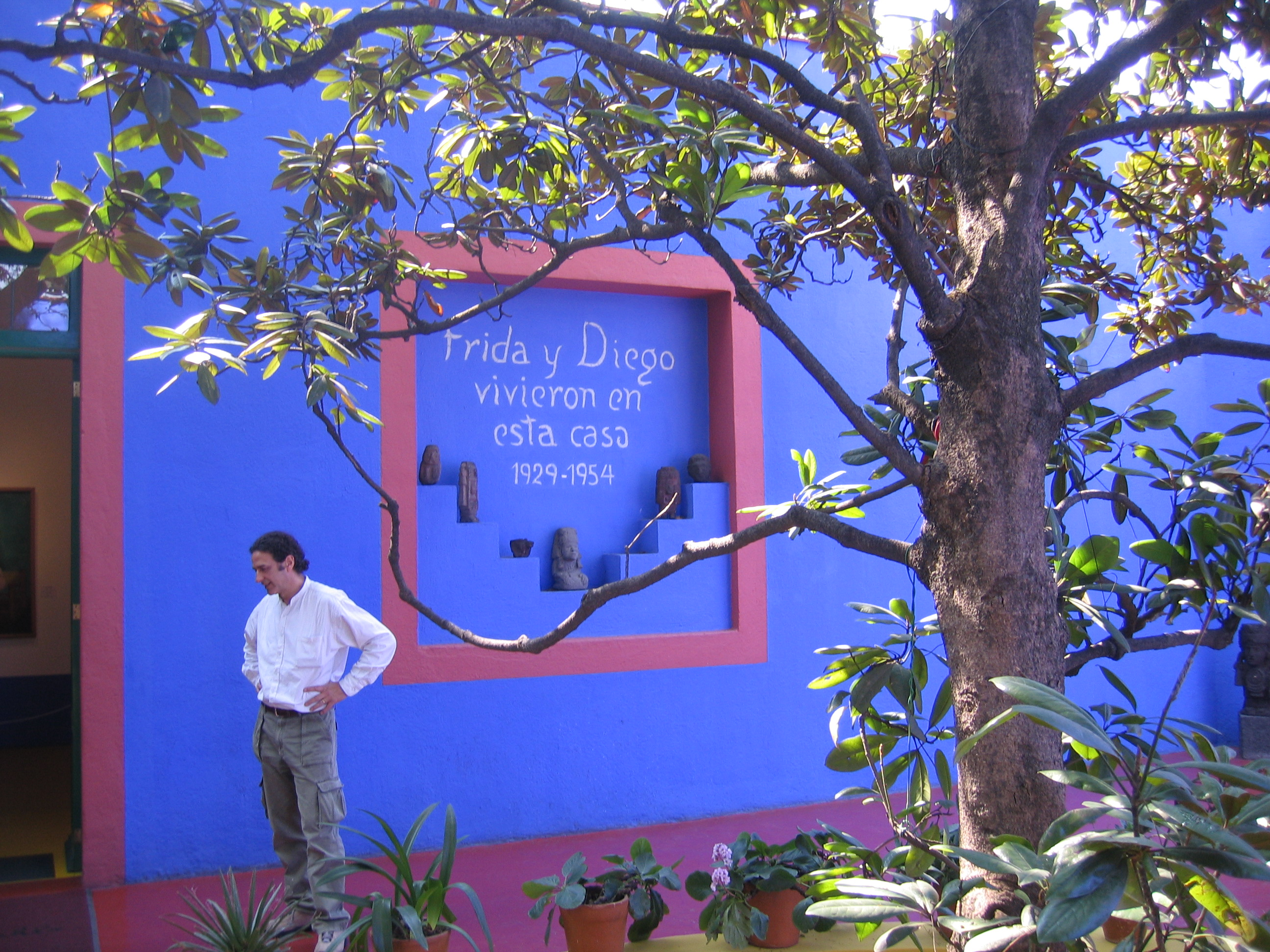
Inscripție pe perete care spune că Frida și Diego locuiau in casă.

Din cauza intervenției lui Kahlo și Rivera, rusul Leon Troțki a obținut azil în Mexic. Troțki și soția sa, Natalia Sedova, au fost găzduiți pentru prima dată în La Casa Azul începând din ianuarie 1937. Ferestrele cu vedere la stradă au fost închise cu cărămizi de chirpici pentru siguranța lui Troțki, deoarece acesta era condamnat la moarte de la Stalin. Un zid înalt a fost construit între această casă și cea adiacentă. Din ianuarie 1937 până în aprilie 1939, Troțki a locuit și a lucrat aici, scriind tratate precum Su moral y la nuestra și articolele sale politice obișnuite. Acest lucru ar cauza deseori probleme de securitate în zonă, din cauza ostilității dușmanilor politici ai lui Troțki. În tot acest timp, casa a continuat să fie un loc de întâlnire pentru intelectuali, în special pentru cei asociați Comunismul. În aprilie 1939, Troțki și Sedova au părăsit Casa Albastră, după ce Troțki a căzut cu Rivera din cauza ideologiei și a criticilor lui Rivera asupra scrierilor lui Troțki, mutându-se într-o casă din apropiere, pe strada Viena.

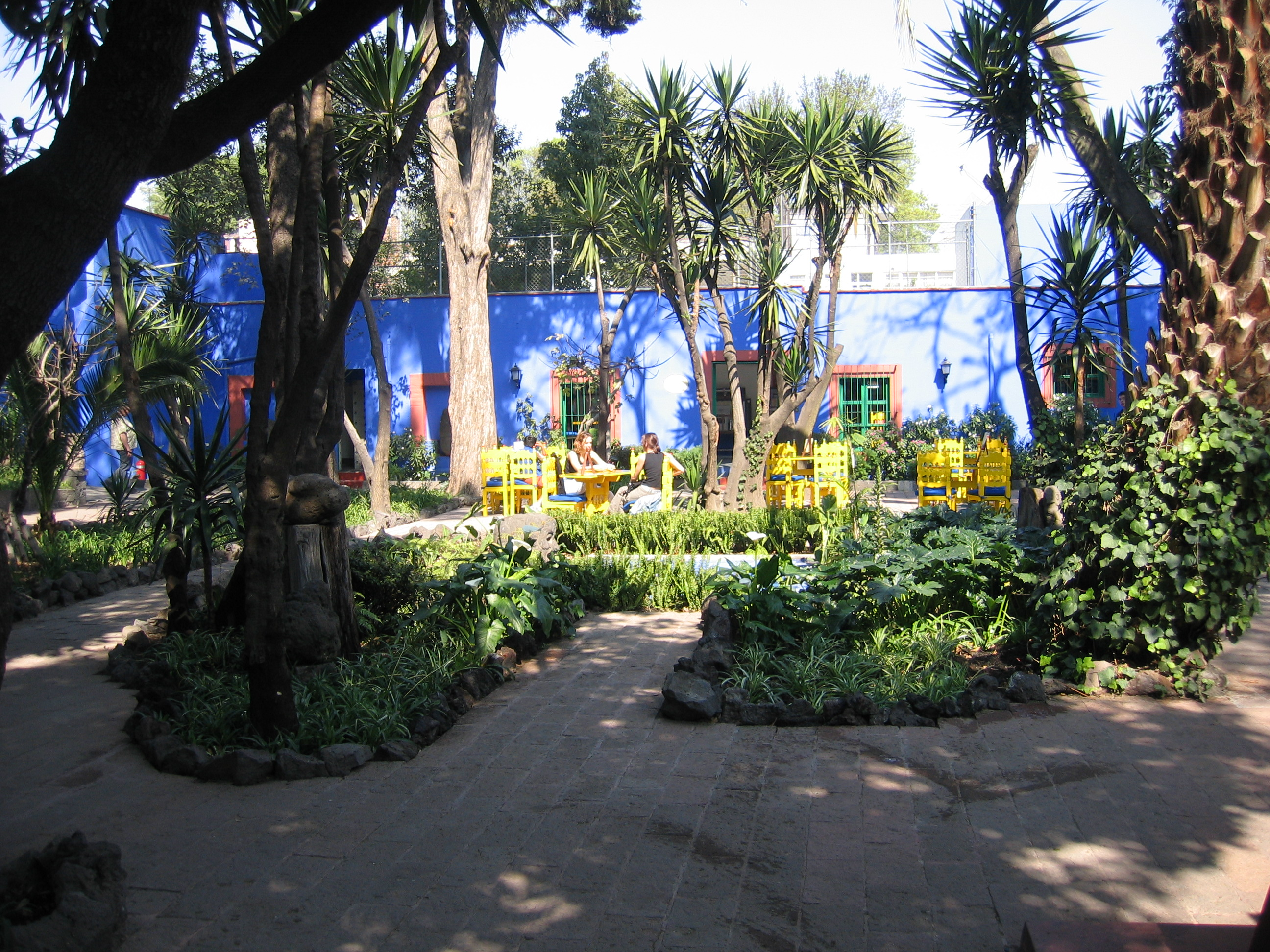
Curtea cu grădină a Casei Albastre - Muzeul Frida Kahlo, în Mexico City.

Rivera și Kahlo au divorțat în noiembrie 1939. Cuplul nu a întrerupt niciun contact și s-au recăsătorit în decembrie 1940. În 1941, chiar înainte de moartea tatălui Fridei, Rivera s-a mutat în casă, deși a menținut o altă reședință în San Angel. În acest timp, Rivera a construit aripa care dă spre strada Londres și închide complet curtea. Această secțiune a fost construită din rocă vulcanică locală, cu vase ceramice așezate în ea.  A fost construit un acoperiș terasat, decorat cu scoici marine și o oglindă. Aici studioul și dormitorul Fridei au fost mutate.  Pentru a separa noul de vechi, un zid de piatră împarte zona patio în două, în fața căreia se află o fântână, o piramidă în trepte, o piscină de reflecție și o cameră pentru colecția arheologică a cuplului. Exteriorul a fost, de asemenea, schimbat de la stilul francez original la cel văzut astăzi. Lucrarea de reproiectare a casei a fost realizată de Juan O'Gorman în 1946. Ca locuință a cuplului, casa a continuat să primească vizitatori distinși atât din Mexic, cât și din străinătate, inclusiv Fritz Henle, Concha Michel, Dolores del Río, María Félex,  Lucha Reyes și Chavela Vargas.

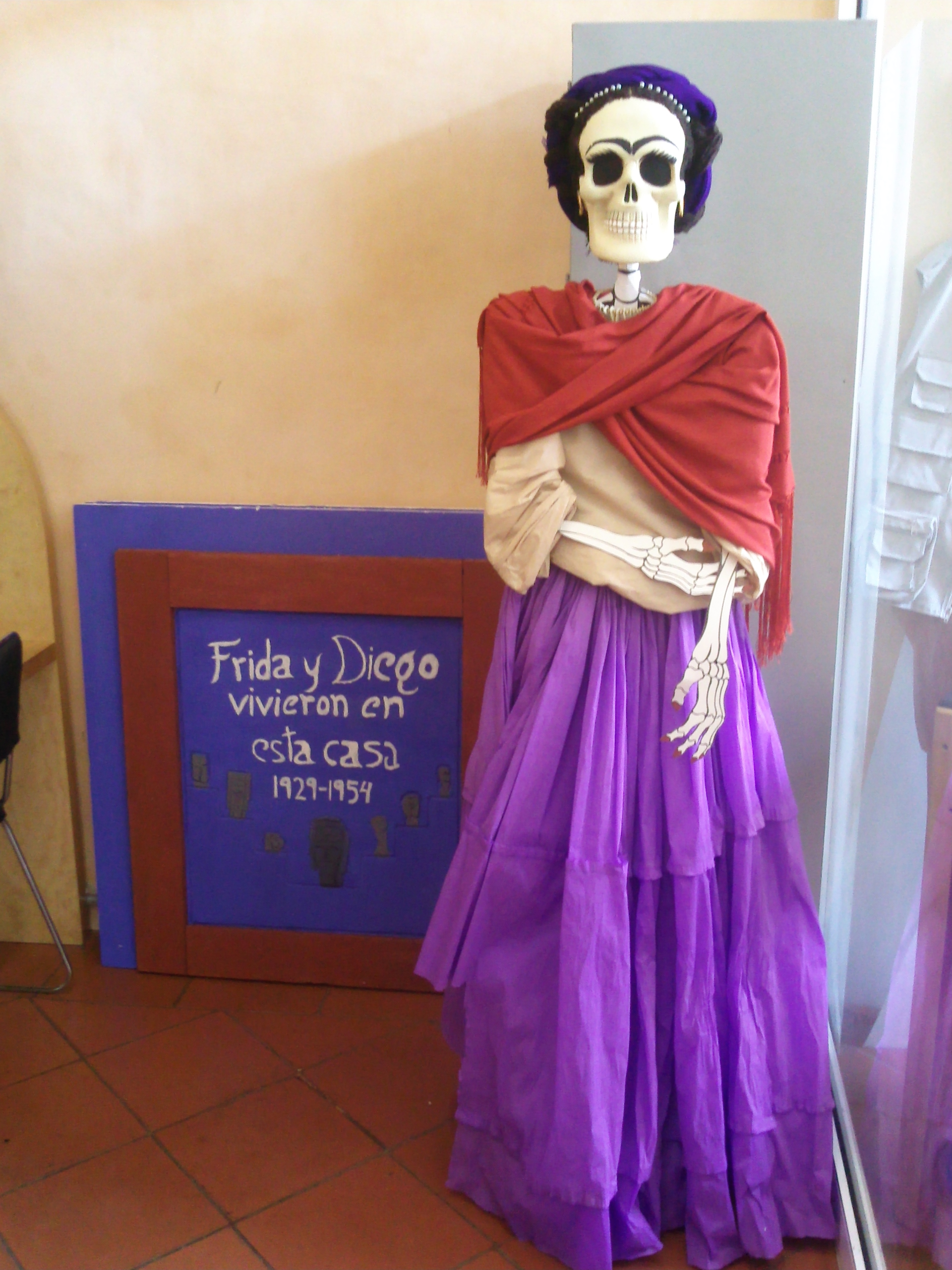
Imagine a lui Frida pentru Ziua Morților la muzeu

În 1943, Frida a devenit instructor la Escuela de Pintura și Escultura de La Esmeralda, dar starea ei fizică a impus-o să dea cursuri mai ales acasă. Acești elevi au numărat în cele din urmă doar patru și au fost numiți „Los fridos”: Fanny Rabel, Guillermo Monroy, Arturo „el Güero” Estrada și Arturo García Bustos, care au lucrat și s-au instruit în cea mai mare parte în zona patio. Începând din 1945, Frida a fost din nou închisă în pat în casă. De atunci până în 1947, a pictat lucrări precum Flor de la vida, în 1945 și El sol de la vida în 1947.
Frida a murit la etajul superior al acestei case, la 13 iulie 1954, la vârsta de 47 de ani. Războiul ei a avut loc aici înainte ca trupul să fie dus la Palatul de Bellas Artes, apoi incinerat. La patru ani după moartea sa, în 1958, Rivera a donat casa națiunii Mexic și a înființat o fundație pentru păstrarea ei. Casa a fost transformată într-un muzeu dedicat vieții și operelor lui Kahlo. Primul director al muzeului a fost Carlos Pellicer  cu mandatul de a păstra casa așa cum era. 
Muzeul a fost relativ obscur timp de mulți ani, deoarece Frida Kahlo a fost puțin cunoscută dincolo de lumea artei până în anii 1990. În anii 1980, o mișcare numită  Neomexicanismo a promovat-o pe ea și pe munca ei.  De atunci, a devenit o icoană cultă, cu imagini ale ei apărând pe multe articole de cultură pop, iar multe dintre lucrările ei au acum prețuri ridicate. În 2006, pictura lui Kahlo din 1943, Roots, a stabilit un record de licitație de 5,6 milioane USD pentru o lucrare din America Latină. Popularitatea lui Frida a afectat muzeul. A închis o perioadă la începutul anilor 1990, apoi a fost redeschisă în 1993, cu adăugarea unui magazin de cadouri și a unui restaurant/cafenea. Astăzi, muzeul este cel mai vizitat din Coyoacán și unul dintre cele mai vizitate din Mexico City.
Lucrările de restaurare au fost executate în 2009 și 2010. Clădirea și o parte din conținutul acesteia au fost sponsorizate parțial de guvernul german, care a donat 60.000 de euro pentru efort, și parțial de muzeul însuși, care a contribuit cu un milion de pesos. Efortul se concentrează pe obținerea de mobilier pentru expunere și conservare, alte echipamente, lucrări la acoperiș și restaurarea articolelor din colecție. Restaurarea include majoritatea picturilor din colecție, inclusiv  Viva la vida, El marxismo dará salud a los enfermos, Frida y la cesárea, Naturaleza muerta con bandera,  Retrato de Marta Procel, Retrato de mi familia, Retrato de mi padre Wilhelm Kahlo și Los hornos de ladrillos, precum și  La quebrada  și Paisaje urbano de Rivera,  Retrato del niño Don Antonio Villaseñor  și  Retrato de niño muerto de autor necunoscut, Compoziție de Wolfgang Paalenk și Retrato de Diego Rivera de Leopold Gottlieb, împreună cu o arhivă de 6.500 de fotografii ale lui Kahlo, Rivera cu prietenii, familia și colegii, realizate de Nickolas Muray,  Martin Munckaci, Fritz Henle și  Gisele Freund.  Lucrările de conservare acoperă doar aproximativ 35% din colecția totală.